# دیودخازنی

نماد طرح‌واره دیود واراکتور

دیودخازنی یا دیود واراکتور یا دیود واریکاپ یا دیود تنظیمی یکی از انواع دیودها در الکترونیک است که از ظرفیت خازنی محل-پیوند به عنوان خازن متغیر استفاده می‌شود، مقدار این ظرفیت خازنی تابعی از ولتاژ داده‌شده به پایه‌های دیود است.

## کاربردها
به‌طور معمول دیودخازنی در تقویت‌کننده‌های پارامتری، اسیلاتورهای پارامتری و اسیلاتور کنترل‌شده با ولتاژ (یکی از اجزای اساسی حلقه قفل‌شده فاز) و سینتی سایزرهای فرکانس است. ولی عمده‌ترین کاربرد آن در خازن کنترل شده با ولتاژ است. در بعضی موارد هم از این دیود می‌توان به عنوان یکسوساز استفاده کرد.

## طرز کارکرد

ساختمان داخلی دیود واراکتور

طرز کار دیود واریکاپ

دیودخازنی‌ها در بایاس معکوس کار می‌کنند، بنابراین جریانی از دیود نخواهد گذشت. ولی زمانی که پهنای ناحیه تخلیه بر اثر ولتاژ بایاس دیود، تغییر کند، میزان ظرفیت خازنی دیود نیز تغییر می‌کند. عموماً پهنای ناحیه تخلیه به مجذور ولتاژ اعمالی بستگی دارد و ظرفیت خازنی دیود نسبت معکوسی با پهنای ناحیه تخلیه دارد؛ بنابراین ظرفیت خازنی دیود با مجذور ولتاژ ورودی نسبت معکوس دارد.
این اثر تمامی دیودها (اعم از یکسوساز معمولی و…)در بعضی زوایا، صدق می‌کند اما دیودخازنی‌ها به شیوه‌ای مخصوص ساخته می‌شوند که ظرفیت خازنی مناسب و رنج وسیع‌تری داشته باشند که در دیودهای دیگر عکس این است.